# HD 183263 b
HD 183263 b ist ein Exoplanet, der den gelben Unterriesen HD 183263 alle 635,4 Tage umkreist. Er wurde von Geoffrey Marcy et al. im Jahr 2004 mit Hilfe der Radialgeschwindigkeitsmethode entdeckt.

## Umlauf und Masse
Der Planet umkreist seinen Stern in einer Entfernung von ca. 1,52 Astronomischen Einheiten bei einer Exzentrizität von 0,36 und hat eine Mindestmasse von ca. 3,8 Jupitermassen (ca. 1200 Erdmassen).